# Jo Horn
Gerardus Jozef Catharina (Jo) Horn (Sittard, 16 oktober 1946) is een Nederlandse wetenschapper, voormalig ambtenaar en politicus namens de Partij van de Arbeid.
Horn ging, na het afronden van de Hogere Burgerschool-a in 1966, rechten studeren, waarbij hij zijn kandidaats haalde (tot 1973), maar zette zijn studie doctoraal daarna voort bij sociologie aan de Universiteit van Amsterdam tot 1974. In 1989 promoveerde Horn, ook in Amsterdam, in de rechtsgeleerdheid op een onderzoek naar de politie in Amsterdam en Haarlem.
Na zijn studie ging hij als senior beleidsadviseur bij de Sociale Verzekeringsbank werken van 1974 tot 1976, waarna hij weer terugkeerde naar de universiteit, nu om er rechtssociologie te doceren (1977 - 1989). Van 1978 tot 1982 was hij voor een periode lid van de gemeenteraad van Amsterdam. Hij was toen ook vier jaar lid van de Universiteitsraad, vijf jaar lid van de Commissie van Bestuur van het Slotervaartziekenhuis en columnist bij Het Parool, Binnenlands Bestuur en Elsevier.
In 1989 werd hij ambtenaar bij het Ministerie van Justitie als directeur criminaliteitspreventie en directeur Landelijk Bureau Voorkoming Misdrijven. In 1993 werd hij verantwoordelijk voor het Project Reorganisatie Politie en in 1995 voor het Project Kwaliteit Recherche. Daarnaast werd hij van 1995 - 1997 partner bij een organisatie-adviesbureau in Haarlem. In 1998 werd hij teamcoördinator bij Deloitte & Touche. In de jaren 1990 bekleedde hij ook diverse bestuurlijke nevenfuncties in de (verslaafden)zorg.
In 2000 keerde hij terug bij de overheid, en werd hij interim gemeentesecretaris en directeur van de bestuursdienst bij de gemeente Leiden. In 2001 was hij actief als adviseur voor de invoering van de OV-chipkaart en daarnaast bij het project "bewaakte toegang stations en invoering OV-chipkaart van de Rotterdamse Elektrische Tram.
Van november 2001 tot mei 2002 was hij kortstondig lid van de Tweede Kamer der Staten-Generaal. Hij hield zich in de Tweede Kamer vooral bezig met grotestedenbeleid en consumentenbeleid. Nam in 2002 met Rietkerk (CDA) de behandeling over van een initiatiefvoorstel over strafverzwarende omstandigheden bij gewelddelichten, dat eerder was ingediend door zijn partijgenoten Kalsbeek en Van Heemst. Het voorstel werd in 2003 ingetrokken.
- Parlement.com: vg9fgoprglzt